# Javier Pérez de Cuéllar
Javier Pérez de Cuéllar (nome completo Javier Felipe Ricardo Pérez de Cuéllar y de la Guerra) (Lima, 19 gennaio 1920 – Lima, 4 marzo 2020) è stato un politico e diplomatico peruviano.

## Biografia
Laureatosi in giurisprudenza, divenne ambasciatore nel 1962. Fautore di una politica di stampo terzomondista, e dell'inserimento del Perù nel novero dei paesi non allineati, nel 1969 fu il primo ambasciatore peruviano in Unione Sovietica. Nel 1973 fu delegato al Consiglio di sicurezza delle Nazioni Unite, di cui divenne poi segretario generale il 1º gennaio 1982, carica che mantenne fino al dicembre 1991.
Nel 1975 fu inviato a Cipro per trovare un compromesso sulla questione cipriota. Si fece apprezzare per le sue doti di diplomatico, tanto da essere rieletto nel 1986, ed ottenere successivamente un grande successo con la mediazione per il cessate il fuoco nel conflitto tra Iran ed Iraq, nel 1988. Nel 1995 ha concorso senza successo contro Alberto Fujimori per la carica di presidente del Perù. È stato presidente del Consiglio dei ministri della Repubblica Peruviana e ministro degli esteri del Perù dal 22 novembre 2000 al 28 luglio 2001, dopo la fine della presidenza Fujimori. È morto a Lima il 4 marzo 2020, all'età di 100 anni.

## Vita privata
Quando era ambasciatore in Francia, incontrò e sposò la prima moglie, Yvette Roberts, morta a Lisbona nel 2013. Da questo matrimonio, ha avuto un figlio, Francisco, e una figlia, Águeda Cristina.
Quando nel 1975 era a Cipro come rappresentante speciale del segretario generale, Pérez de Cuéllar sposò la seconda moglie, Marcela Temple Seminario (morta nel 2013 a Bruxelles), con cui non ha avuto figli.

## Premi
- Nel 1989 ha ricevuto il Premio Colombe d'Oro per la Pace da parte dell'Istituto di Ricerche Internazionali Archivio Disarmo. [11]

## Nella cultura di massa
- Javier Pérez de Cuéllar compare nella serie animata L'Uomo Ragno, del 1981.